# Edward Charles Spitzka
Edward Charles Spitzka (ur. 10 listopada 1852 w Nowym Jorku, zm. 13 stycznia 1914 tamże) – amerykański neurolog, neuroanatom i psychiatra. Zasłynął jako świadek obrony na procesie zabójcy prezydenta Stanów Zjednoczonych Jamesa A. Garfielda, Charlesa J. Guiteau. Ojciec neurologa i anatoma Edwarda Anthony’ego Spitzki. Autor około dwustu prac naukowych, w tym jednego z pierwszych podręczników psychiatrii wydanych w Stanach Zjednoczonych.

## Życiorys
Urodził się w domu przy Ridge Street 12 w Nowym Jorku, jako syn zegarmistrza Charlesa A. Spitzki (1817–po 1880) i Johanny z domu Tag (1830–po 1880). Ojciec pochodził z Saksonii, matka z Hanoweru. Rodzina miała niemiecko-słowiańskie korzenie. Ojciec był podobno oczytanym człowiekiem; emigrował do Stanów w związku z uczestnictwem w ruchu rewolucyjnym w 1848 roku. Mieli jeszcze jednego syna, Henry’ego (1857–1925), który odziedziczył po ojcu fach zegarmistrzowski.
Edward Charles Spitzka był uczniem Szkoły Publicznej nr 35 w Nowym Jorku kierowanej przez Thomasa Huntera, następnie ukończył College of the City of New York i w 1873 uzyskał tytuł doktora medycyny w Medical School of the University of New York.

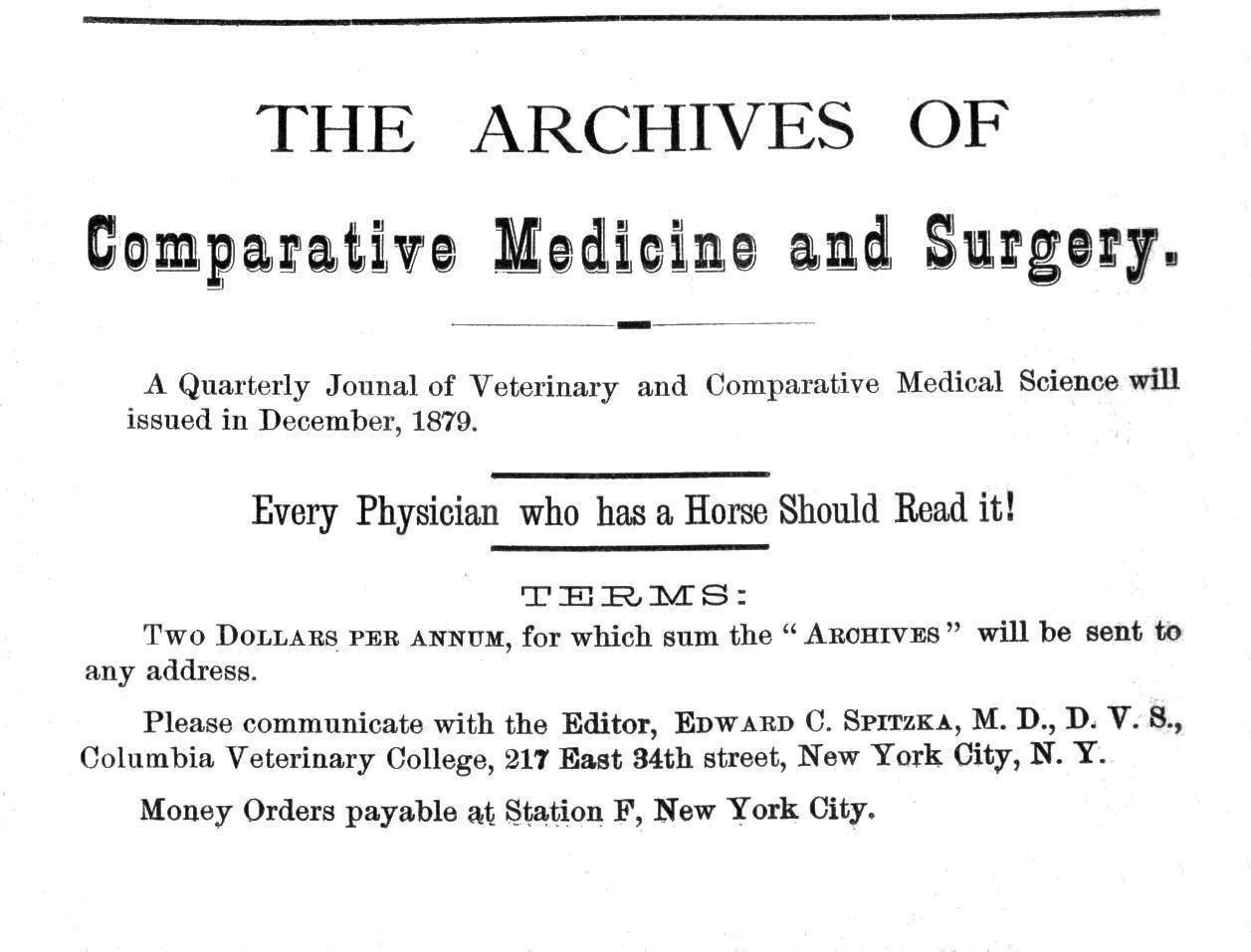
Ogłoszenie prasowe reklamujące wydawane przez Spitzkę „Archives of Comparative Medicine and Anatomy”. Każdy lekarz który ma konia, powinien je czytać!

Następnie wyjechał na trzy lata do Europy, gdzie zwiedził kliniki w Wiedniu i Lipsku. Jego nauczycielami w Lipsku byli Wagner, Coccius, His, Hagen, Wunderlich i Thiersch, a w Wiedniu Politzer, Billroth, Bamberger, Brücke, Arlt, Schenk i, przede wszystkim, Theodor Meynert. Od 1874 do 1875 był asystentem w klinice embriologii Uniwersytetu Wiedeńskiego u Schenka.
W 1876 powrócił do Nowego Jorku i rozpoczął praktykę. Był m.in. chirurgiem w Mt. Sinai Hospital i konsultującym neurologiem w North-Eastern Dispensary, St. Mark’s Hospital i Sydenham Hospital. W 1887 otrzymał katedrę anatomii porównawczej na Columbia Veterinary College, a w 1882 katedrę chorób nerwowych i umysłowych oraz medycyny sądowej w New York Post-Graduate Medical College (1882–1887). W 1883 otrzymał honorowy tytuł doktora St. Louis College of Physicians and Surgeons.

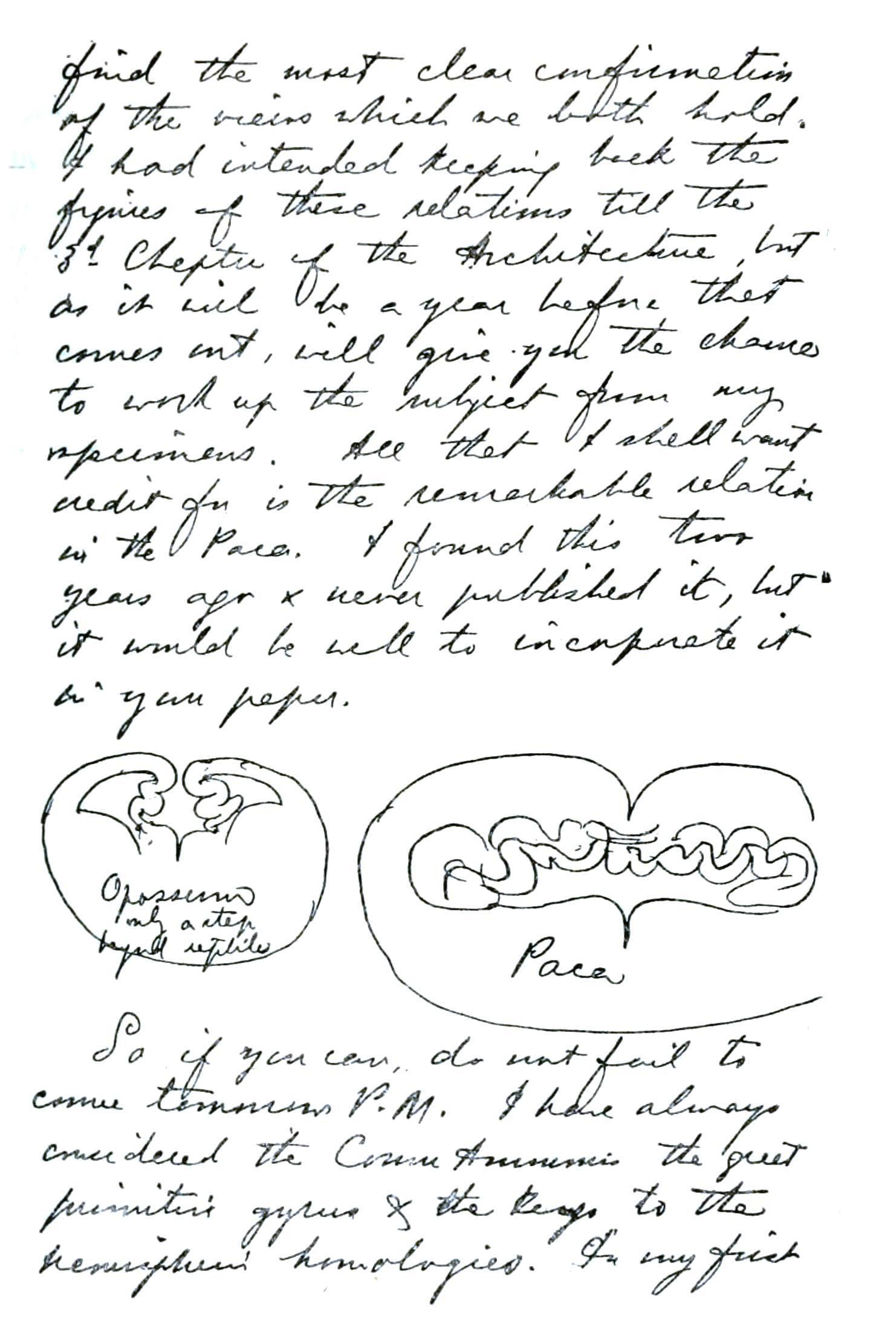
List Spitzki do Shobala Clevengera

Od 1877 członek, a w 1890 przewodniczący American Neurological Association. Należał także do Association of American Anatomists, American Anthropometric Society, Society of Medical Jurisprudence and State Medicine, New York Historical Society, New York Zoological Society, New York Pathological Society, New York Academy of Medicine, New York County Medical Society i New York Neurological Society (przewodniczący 1883/84).
W 1890 mieszkał pod adresem 712 Lexington Avenue.
Założyciel i redaktor naczelny „American Journal of Neurology and Psychiatry” od 1882 do 1884. Przewodniczący sekcji stomatologicznej Kongresu Sztuk i Nauk w St. Louis (Congress of Arts and Sciences) w 1904.
30 czerwca 1875 w Wiedniu ożenił się z Catharine Wacek (Watzek), córką Antona W. Watzka. Ich jedynym synem był Edward Anthony Spitzka (1876–1922).
W 1913 roku został pozwany przez jubilera Josepha Gershgalla z Nowego Jorku, który oskarżył psychiatrę o rozbicie jego małżeństwa.
Zmarł 13 stycznia 1914 na udar mózgu w swoim domu przy 66 East Seventy-third Street. Przed śmiercią cierpiał na „martwicę kości szczęki” – prawdopodobnie raka jamy ustnej; był z tego powodu kilkakrotnie operowany. Informacje o jego zgonie ukazały się w prasie medycznej i codziennej w całym kraju.
Uroczystości żałobne odbyły się w jego domu 15 stycznia; przemawiali przyjaciele zmarłego, Charles Prospero Fagnani, William Broaddus Pritchard i Nathan Edwin Brill.
W testamencie zapisał cały majątek (5000 dolarów) żonie, a mózg – nauce. Zgodnie z ostatnią wolą badania mózgu miał przeprowadzić syn Edward Anthony. Do prasy podano informację, że wyjęte z ciała przez dr. Johna H. Larkina mózgowie ważyło 1400 g – co według Edwarda Spitzki młodszego było spowodowane długą chorobą.

## Wspomnienia o Spitzce
Edward Charles Spitzka wspominany był jako człowiek arogancki, o wybuchowym temperamencie, pewny siebie i uparty, ale o szerokich zainteresowaniach i nieprzeciętnym intelekcie. Charles Loomis Dana opisał go jako mężczyznę o „czerwonej twarzy i gorącej głowie”. Miał około 1,67 m wzrostu (5 stóp i 6 cali).
Brak jest biografii Edwarda Charlesa Spitzki; najobszerniejsze źródła to anonimowy szkic biograficzny w „Journal of Nervous and Mental Disease” opublikowany po jego śmierci, któremu towarzyszyła skompletowana przez syna lista publikacji. Wiele informacji o nim zawiera biografia jego przyjaciela, Shobala Clevengera, autorstwa Victora Robinsona. W 1995 ukazał się artykuł Hainesa poświęcony Spitzckom, ojcu i synowi, oraz ich roli w procesie i autopsji zabójców dwóch prezydentów Stanów Zjednoczonych. O samym procesie Guiteau opowiada książka Charlesa E. Rosenberga.

## Rola w konflikcie neurologów z alienistami
Po wojnie secesyjnej zaczął narastać konflikt między neurologami a lekarzami chorób umysłowych (alienistami). Lekarze wyspecjalizowani w neurologii chcieli leczyć schorzenia, do tej pory zarezerwowane dla lekarzy pracujących w azylach dla umysłowo chorych. Neurolodzy utworzyli American Neurological Asociation, natomiast alieniści zrzeszeni byli w Association of Superintendents of Asylums for the Insane, na której czele stał John Perdue Gray. Spitzka w serii artykułów bezpardonowo zaatakował Graya, zarzucając mu niekompetencję, miałkość i powierzchowność charakteru; twierdził też, że Gray zawdzięcza stanowisko „politycznej bufonadzie”. New York Neurological Society również dołączyło w 1878 do tego konfliktu, wystosowując, głównie za sprawą Spitzki, petycję o ustanowienie nowego prawa regulującego kwestie zarządzania zakładami dla chorych psychicznie. W późniejszym czasie Spitzka niezmiennie orędował za reformami w systemie leczenia chorych psychicznie. Echa konfliktu odbiły się kilka lat później podczas procesu Guiteau.

## Proces Guiteau
2 maja 1881 na stacji kolejowej Baltimore-Potomac czterdziestoletni prawnik Charles J. Guiteau oddał dwa strzały do prezydenta Stanów Zjednoczonych, Jamesa A. Garfielda. Mimo że rany były stosunkowo niegroźne, z powodu niepotrzebnie powtarzanych prób wydostania pocisku stan rannego prezydenta się pogorszył i 19 września Garfield zmarł. Proces Guiteau rozpoczął się 14 listopada 1881 w Waszyngtonie.
Na wniosek obrony pierwszym powołanym ekspertem był James G. Kiernan z Chicago. 7 grudnia adwokat George Scoville po raz pierwszy telegrafował do Spitzki, w ciągu kolejnych dni kilkakrotnie próbował się z nim skontaktować. Ostatecznie Spitzka stawił się w sądzie 12 grudnia, na wezwanie sądu. Spitzka już wcześniej był przekonany o chorobie psychicznej Guiteau. Nowojorczyk w kilku gazetach (pod pseudonimami) dowodził szaleństwa oskarżonego, a przychylni obronie neurolodzy wiedzieli kto ukrywa się pod pseudonimem i dali o tym znać Scoville’owi. Spitzka nie chciał jednak być świadkiem i jak sam twierdził w liście otwartym do redakcji „New York Timesa”, odrzucił również propozycję bycia świadkiem oskarżenia Guiteau.
Spitzka tuż przed rozprawą zbadał Guiteau i tylko utwierdził się w przekonaniu, że oskarżony jest chory psychicznie. Na rozprawie odpowiadał najpierw na pytania Scoville’a dotyczące jego doświadczenia w podobnych przypadkach i wyników badania. Następnie pytania zadawał oskarżyciel Walter Davidge: spytał Spitzkę, czy ten starał się nieskutecznie o pracę w zakładzie dla chorych psychicznie (świadek musiał przyznać, że zdarzyło się to trzy razy), po czym rozpoczął zadawać pytania mające podkopać autorytet naukowy świadka. Indagowany, czy był profesorem w szkole medycznej, Spitzka odpowiedział przecząco, i przypomniał, że piastuje stanowisko profesora anatomii porównawczej w akademii weterynaryjnej (Columbia Veterinary College). Seria odpowiedzi Spitzki na dalsze pytania Davidge’a była często cytowana:

Q. Jakiego rodzaju to szkoła?

A. To akademia, gdzie lekarze są uczeni w sztuce leczenia niższych zwierząt.

Q. Głównie koni, jak mniemam?

A. Tak jest, sir. Dziedzina której nauczam jest nauczana w szkołach medycznych.

Q. Tak?

A. Dyscyplinę tę uprawiali tacy mężowie jak Thomas Huxley, baron Cuvier, Haeckel i inni najwybitniejsi naukowcy. Nie mam powodu by się tego wstydzić.

Davidge. Nie powiedziałem że powinien się pan tego wstydzić.

Świadek. Zadano mi wcześniej pytanie […] spodziewałem się tego, i jest to robione w celu rzucenia cienia na świadka.

Q. Wszyscy ci znamienici panowie, których nazwiska pan wymienił, należą do tak zwanych lekarzy koni?

A. Nigdy nie leczyłem żadnego zwierzęcia oprócz osła, które to zwierzę ma dwie nogi, i dlatego nie mogę uważać się za weterynarza, ale za specjalistę od ludzi.

Q. Czyli jest pan felczerem weterynarii?

A. W tym sensie że leczę osłów zadających mi głupie pytania, owszem.

W kolejnym dniu przesłuchań ze strony oskarżenia padły jeszcze pytania o autorstwo anonimowych artykułów Spitzki na temat przypadku Guiteau (potwierdził autorstwo artykułów w „New England Medical Journal” i „jednego czy dwóch” w „Medical Review”) i o wiarę w Boga (odmówił odpowiedzi na pytanie, stwierdzając, że jest ono nie na miejscu w kraju gwarantującym wolność religii i przekonań).
Opinia o niepoczytalności Guiteau była bardzo niepopularna. Spitzka otrzymywał podobno listy z pogróżkami. Oprócz niego i Kiernana o chorobie oskarżonego przekonany był jeszcze trzeci świadek, Theodore Damin z Auburn Asylum. Głównym świadkiem oskarżenia był natomiast John P. Gray, osobisty wróg Spitzki. W styczniu zapadł jednak wyrok skazujący Guiteau na karę śmierci.
Początkowo autopsję mieli wykonać Spitzka i Hammond. Wniosek Spitzki o uczestnictwo w autopsji został jednak odrzucony przez George’a B. Corkhilla. Ostatecznie przeprowadził ją Daniel Smith Lamb, który przeprowadził również badanie pośmiertne prezydenta Garfielda.
W kolejnych latach sprawa Guiteau była wciąż szeroko dyskutowana. Najbardziej gorliwym orędownikami tezy o poczytalności Guiteau byli Gray i J.J. Elwell. Po stronie obrońców pozostali m.in. Spitzka, William W. Godding i M. J. Madigan, a także George Miller Beard. Niektórzy, jak Hammond, zajmowali stanowisko kompromisowe: przychylali się do tezy o „manii” Guiteau, ale uważali że takie osoby i tak powinny odpowiadać przed prawem.

## Inne procesy
Spitzka wielokrotnie zeznawał jako ekspert przed sądem, orzekając o poczytalności oskarżonych. Głośne sprawy w których zasięgano jego opinii to m.in. sprawa V.M. Osborn, której mąż twierdził, że została bezpodstawnie zamknięta w zakładzie psychiatrycznym; sprawa pielęgniarki Jesse R. Davis, oskarżonej o zamordowanie pacjenta z oddziału psychiatrycznego szpitala Bellevue; sprawa Ferdinanda N. Chivvisa; sprawa Josepha Cosulicha; sprawa aptekarza Am Ende z Hoboken, który przepisał morfinę zamiast chininy i spowodował śmierć sióstr Holtz. Publikował na temat morderstw w Whitechapel, przypisywanych Kubie Rozpruwaczowi. Wypowiadał się w prasie w sprawie synobójcy z Chicago, Arthura Duestrowa. Badał mózg powieszonego przestępcy Johanna Otto Hocha. Był obecny przy egzekucji Williama Kemmlera, pierwszej w historii wykonanej na krześle elektrycznym. Jego zadaniem była ocena humanitarności tej nowej metody wykonania kary śmierci oraz stwierdzenie zgonu skazańca. Pierwsza próba była nieudana, Kemmler został ciężko poparzony. Dopiero za drugim podejściem egzekucja się udała. W kostnicy, przy licznie zgromadzonej widowni, przeprowadził autopsję mózgu i stwierdził, że nie ma w nim widocznych nieprawidłowości, a rozmiar jest tylko nieco poniżej przeciętnej. W odczycie na spotkaniu Society of Medical Jurisprudence stwierdził, że ten rodzaj egzekucji jest bardziej humanitarny od powieszenia, a jego zdaniem najlepszą opcją wykonania kary śmierci jest zgilotynowanie.
Zajął też stanowisko w dyspucie na temat anarchistów i Leona Czolgosza, zabójcy prezydenta Williama McKinleya; po części dzięki pozycji Spitzki w środowisku naukowym Nowego Jorku autopsję Czolgosza przeprowadził jego syn, Anthony Edward.

## Spór o wściekliznę

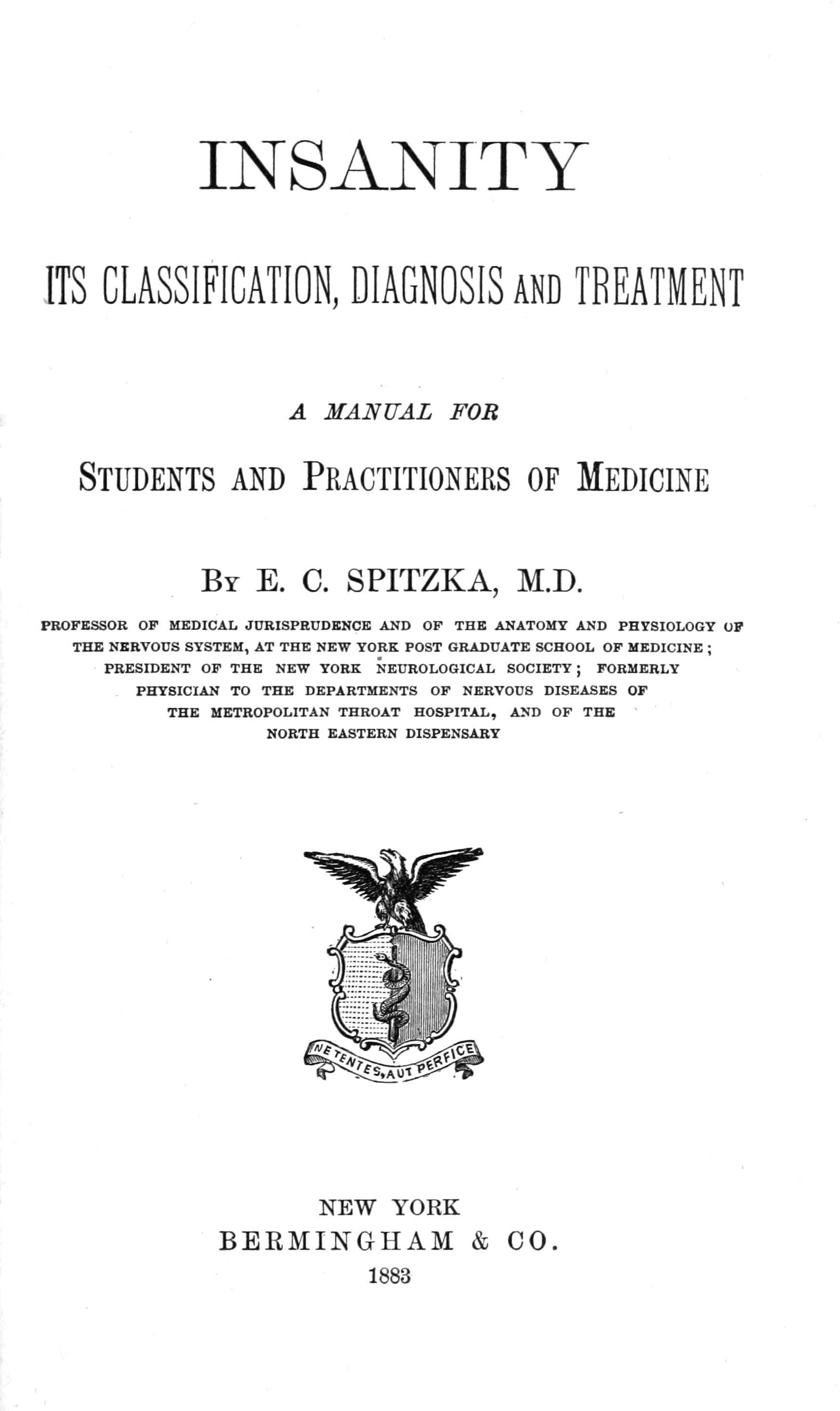
Strona tytułowa pierwszego wydania podręcznika Spitzki

W 1886 Spitzka aktywnie zwalczał teorię Pasteura o etiologii „hydrofobii”, czyli wścieklizny. Nie wierzył aby czynnik wywołujący chorobę był zakaźny; teorię Pasteura określał jako humbug, negował dowody na prawdziwość teorii i protestował przeciwko szczepieniom. Chcąc obalić teorię Pasteura przeprowadzał na własną rękę badania na psach, które ściągnęły na niego uwagę przeciwników wiwisekcji. Przedstawił na spotkaniu Academy of Medicine wyniki swoich badań, świadczące według niego przeciwko prawdziwości teorii Pasteura. Przy innej okazji Spitzka wypowiadał się na temat użyteczności badań na zwierzętach i potrzebie odpowiedniego ustawodawstwa.

## Prace psychiatryczne
Wkrótce po powrocie z Europy Spitzka zajął się pracą naukową. W 1876 jego praca na temat działania strychniny została uhonorowana przez Williama A. Hammonda nagrodą American Neurological Association. W międzynarodowym konkursie British Medico-Psychological Association wyróżniono Nagrodą W. i S. Tuke’ów jego pracę „Somatic Etiology of Insanity”.
W 1883 roku wydał podręcznik chorób umysłowych, kilkukrotnie wznawiany. Książka, poza próbą klasyfikacji zaburzeń psychicznych i wyjaśnienia ich etiologii, zawierała także praktyczne wskazówki dla zajmujących się opieką nad chorymi umysłowo (np. opis metod przymusowego karmienia), i przez wiele lat była popularnym kompendium w szpitalach i zakładach psychiatrycznych w Stanach Zjednoczonych.
W dziedzinie psychiatrii szczególnie interesowały go wpływ rasy i dziedziczności na choroby psychiczne oraz związki psychiatrii z medycyną sądową. Wiele uwagi poświęcił zagadnieniu masturbacji. Spitzka był przekonany o jej szkodliwości; według niego onanizm między 5. a 10. rokiem życia zmniejsza odżywienie mózgu, co powoduje deficyt zdolności samodzielnego myślenia i działania. Szkodliwe efekty masturbacji miały się szczególnie wyraźnie ujawniać między 20. a 25. rokiem życia. Według Spitzki, nadmierna masturbacja może prowadzić do obłędu („masturbatic insanity”), jednak zastrzegł, że takie rozpoznanie winno być postawione jedynie w przypadkach gdy nie uda się zidentyfikować innej przyczyny. U badanych przez niego onanistów opisał także manię, melancholię, padaczkę, stupor i katatonię.
Uważał, że hipnoza jest szkodliwa, zwłaszcza gdy stosowana przez nielekarzy. W 1883 podał definicję paranoi, przyjmowaną przez psychiatrów do dziś.

## Prace neuroanatomiczne
Spitzka dokonał szeregu odkryć na polu neuroanatomii. Badał budowę płatów czołowych u gadów i ptaków, przebieg i patologię wstęgi bocznej u człowieka, przebieg szlaków słuchowych u waleni. Zasugerował, że wzgórki czworacze tylne i ciała kolankowate przyśrodkowe, z racji silnego rozwoju u waleni i przechodzących przez nie szlaków wiodących do nerwu słuchowego, mają związek ze zmysłem słuchu. U morświnów stwierdził dobrze rozwiniętą korę wyspową, co wiązał z ich zdolnością do porozumiewania się. Stwierdził także (błędnie), że u waleni nie ma dróg piramidowych. Opisał powierzchowne skrzyżowanie piramid u nietoperzy. W 1884, niezależnie od Heinricha Lissauera i rok wcześniej od niego przedstawił opis drogi grzbietowo-bocznej (zwanej niekiedy szlakiem Lissauera lub, rzadziej, szlakiem Spitzki; ang. Spitzka-Lissauer tract, Spitzka marginal zone; niem. Spitzka’schen Bündel). Jądro Perlii znajdujące się w śródmózgowiu między jądrami ruchowymi nerwów okoruchowych nazywane bywa również jądrem Spitzki.
Opisał masę istoty szarej wokół wodociągu śródmózgowia u legwanów, do przodu od miejsca wyjścia nerwu bloczkowego, reprezentującą według niego osobną parę płatów kresomózgowia, nazwanych przez niego płatami międzyocznymi (interoptic lobes). Wykazał, że pęczek podłużny tylny jest szczególnie dobrze rozwinięty u gadów i płazów.
Edward Charles Spitzka, tak jak jego syn, położył pewne zasługi dla ujednolicenia mianownictwa anatomicznego w Stanach. Należał do Committee of Neuronymy of American Neurological Association, ciała powołanego w tym szczególnym celu.
Uważał, w przeciwieństwie do niektórych współczesnych mu anatomów, że nie ma możliwości rozróżnienia mózgu mężczyzny od mózgu kobiety.